# نشریه دسترسی-آزاد ترکیبی
یک مجله دسترسی آزاد ترکیبی یک مجله اشتراکی است که در آن برخی از مقالات دسترسی آزاد دارند. این وضعیت به‌طور معمول نیاز به پرداخت هزینه انتشار دارد (که به آن یک  هزینه پردازش مقاله یا APC نیز گفته می‌شود). این هزینه علاوه بر پرداخت دیگر هزینه‌های اشتراک برای دسترسی به مطالب دیگر، برای انتشار یک مقاله با دسترسی آزاد پرداخت می‌شود.

## تاریخچه
ناشرانی که سرویس دسترسی آزاد ترکیبی را ارائه می‌دهند، اغلب از نامهای مختلفی برای اشاره به آن استفاده می‌کنند. سایت شرپا/رومئو لیستی از ناشران و نام خدمات آنها را ارائه می‌دهد.